# Marcus Bergmann (Jurist)
Marcus Bergmann ist ein deutscher Jurist und Hochschullehrer. Seit Mai 2022 vertritt er den Lehrstuhl für Strafrecht und Strafprozessrecht an der Martin-Luther-Universität Halle-Wittenberg.

## Leben
Marcus Bergmann wuchs in Wagenfeld-Förlingen auf. 1998 nahm er das Studium der Rechtswissenschaften an der Martin-Luther-Universität Halle-Wittenberg auf, welches er 2003 mit dem Abschluss der ersten juristischen Prüfung beendete. 2004 trat er sein Referendariat in Sachsen-Anhalt an und schloss dieses 2006 mit der zweiten juristischen Prüfung ab. Danach kehrte er an die Universität Halle zurück und wurde wissenschaftlicher Mitarbeiter am Lehrstuhl von Christian Schröder. Dort wurde Bergmann 2012 mit der Schrift Strafbarkeit vertragswidrigen Unterlassens, Zur Rechtspflicht nach § 13 Abs. 1 StGB unter besonderer Berücksichtigung des Vertrages mit Schutzwirkung für Dritte promoviert. Seine Tätigkeit als wissenschaftlicher Mitarbeiter des Lehrstuhls beendete er 2018, um fortan als selbstständiger Dozent an der MLU Halle und an der Fachhochschule Polizei Sachsen-Anhalt zu lehren. 2020 wurde er außerdem zu Lehrkraft für besondere Aufgaben der juristischen Fakultät der MLU ernannt. Seit der Emeritierung von Christian Schröder im April 2022 ist er Lehrstuhlvertreter für Strafrecht und Strafprozessrecht.
Marcus Bergmann beschäftigt sich ausführlich mit der Methodik juristischen Arbeitens und der Schaffung interaktiver und digitaler Lernmöglichkeiten. So wurde unter seiner Projektleitung das Online-Programm GustO entwickelt, mit dem die juristische Subsumtion erlernt und geübt werden kann. Außerdem wurde unter seiner Leitung die CitApp: Das Jura-Zitierspiel entwickelt. Hier wird in einem Aufbauspiel das juristische Zitieren geübt und gelernt. Außerdem betreibt Bergmann einen YouTube-Kanal, auf dem er juristische Lernvideos und Vorlesungen veröffentlicht.

## Veröffentlichungen (Auswahl)
- 2010 Richtiges Zitieren, Ein Leitfaden für Jurastudium und Rechtspraxis (Zusammen mit Christian Schröder und Michael Sturm) ISBN 978-3-86977-214-1
- 2012 Strafbarkeit vertragswidrigen Unterlassens, Zur Rechtspflicht nach § 13 Abs. 1 StGB unter besonderer Berücksichtigung des Vertrages mit Schutzwirkung für Dritte (Dissertation) ISBN 978-3-8329-7743-6
- 2013 Warum die Selbstgeldwäsche straffrei bleiben muss, Why self-money laundering must remain exempt from punishment (Zusammen mit Christian Schröder) ISBN 978-3-8305-3243-9
- 2019 Einwanderungsgesetz, Hallescher Entwurf zur Neuordnung der Dogmatik des Aufenthaltsrechts (zusammen mit Johannes Eichenhofer, Carsten Hörich, Constanze Janda, Robert Nestler, Katharina Stamm, Hannah Tewocht, Vinzent Vogt) ISBN 978-3-16-156607-3

Darüber hinaus veröffentlichte Bergmann zahlreiche Aufsätze in den Zeitschriften Jura, JuS, ZJS, ZBB, JA, JR, ZAR, NJW, ZIS, Asylmagazin, NZWiSt, NVwZ, ZWH und wistra. Dazu wirkte er zusammen mit Christian Schröder zu Kommentierungen des StGB.

## Herausgeberschaften
- 2019 Geldwäsche, Materiellrechtliche und prozessuale Überlegungen. ISBN 978-3-86977-197-7
- 2019 Internal Investigations und Ermittlungsverfahren, Ausblick und Hintergründe. (zusammen mit Moritz Schwarz) ISBN 978-3-86977-204-2
- 2020 Europäisiertes Kapitalmarktstrafrecht. ISBN 978-3-86977-214-1
- 2021 Lösungsvorschläge für das Geldwäschestrafrecht, Konsequenzen der Richtlinie (EU) 2018/1673 und Vorschläge zur teleologischen Reduktion. (Zusammen mit Christian Schröder und Annabell Pfaff) ISBN 978-3-86977-215-8
- 2021 Beiträge zur strafrechtlichen Vermögensabschöpfung. ISBN 978-3-86977-230-1

## Auszeichnungen
- 2012 Luther-Urkunde
- 2013 Dissertationspreis des Freundeskreises der Juristischen Fakultät der Martin-Luther-Universität Halle-Wittenberg für das Jahr 2012
- 2014 @ward für multimedial gestützte Lehrveranstaltungen
- 2016 @ward für Projekte in der Konzeptionsphase